# Alasmidonta arcula
Alasmidonta arcula là một loài trai nước ngọt trong họ Unionidae. Chúng là loài đặc hữu của Hoa Kỳ.
Loài này thường sống ở khu vực ven sông. Chúng hiện đang bị đe dọa vì mất nơi sống.